# تايلور (نبراسكا)
تايلور (بالإنجليزية: Taylor, Nebraska)‏ هي منطقة سكنية تقع في الولايات المتحدة في مقاطعة لوب، نبراسكا. يقدر عدد سكانها بـ 190 نسمة ومساحتها 0.67 كم2 ووترتفع عن سطح البحر 691 متر.

## التركيبة السكانية
قام مكتب تعداد الولايات المتحدة بتحديد بيانات التركيبة السكانية لتايلور في تعداد الولايات المتحدة. في ما يلي، التركيبة السكانية حسب تعدادي 2000 و2010.

### تعداد عام 2000
بلغ عدد سكان تايلور 207 نسمة بحسب تعداد عام 2000، وبلغ عدد الأسر 97 أسرة وعدد العائلات 58 عائلة مقيمة في القرية. في حين سجلت الكثافة السكانية 797.3 نسمة لكل ميل مربع (307.8/كم2). وبلغ عدد الوحدات السكنية 111 وحدة بمتوسط كثافة قدره 427.5 نسمة لكل ميل مربع (165.1/كم2).
وتوزع التركيب العرقي للقرية بنسبة 99.52% من البيض و 0.48% من عرقين مختلطين أو أكثر.
بلغ عدد الأسر 97 أسرة كانت نسبة 24.7% منها لديها أطفال تحت سن الثامنة عشر تعيش معهم، وبلغت نسبة الأزواج القاطنين مع بعضهم البعض 50.5% من أصل المجموع الكلي للأسر، ونسبة 6.2% من الأسر كان لديها معيلات من الإناث دون وجود شريك، وكانت نسبة 40.2% من غير العائلات. تألفت نسبة 38.1% من أصل جميع الأسر من أفراد ونسبة 22.7% كانوا يعيش معهم شخص وحيد يبلغ من العمر 65 عاماً فما فوق. وبلغ متوسط حجم الأسرة المعيشية 2.78، أما متوسط حجم العائلات فبلغ 2.13.
بلغ العمر الوسطي للسكان 46 عاماً. وكانت نسبة 22.7% من القاطنين تحت سن الثامنة عشر، وكانت نسبة 3.4% بين الثامنة عشر والأربعة وعشرون عاماً، ونسبة 21.7% كانت واقعةً في الفئة العمرية ما بين الخامسة والعشرون حتى والأربعة وأربعون عاماً، ونسبة 27.1% كانت ما بين الخامسة والأربعون حتى الرابعة والستون، ونسبة 25.1% كانت ضمن فئة الخامسة والستون عاماً فما فوق. يوجد لكل 100 أنثى 95.3 ذكر، ويوجد لكل 100 أنثى في الثامنة عشر من عمرها فما فوق 95.1 ذكر.
بلغ متوسط دخل الأسرة في القرية 21,875 دولار، أما متوسط دخل العائلة فبلغ 25,469 دولار. وكان متوسط دخل الذكور 19,688 دولار مقابل 14,792 دولار للإناث. وسجل دخل الفرد الخاص بالقرية 10,880 دولار. وكانت نسبة 9.1% من العائلات ونسبة 9.9% من السكان تحت خط الفقر، وكان من هؤلاء نسبة 5.4% تحت سن الثامنة عشر ونسبة 3.9% في الخامسة والستين من العمر وما فوق.

### تعداد عام 2010
بلغ عدد سكان تايلور 190 نسمة بحسب تعداد عام 2010، وبلغ عدد الأسر 82 أسرة وعدد العائلات 51 عائلة مقيمة في القرية. في حين سجلت الكثافة السكانية 730.8 نسمة لكل ميل مربع (282.2/كم2). وبلغ عدد الوحدات السكنية 104 وحدة بمتوسط كثافة قدره 400.0 لكل ميل مربع (154.4/كم2).
وتوزع التركيب العرقي للقرية بنسبة 99.5% من البيض و 0.5% من عرقين مختلطين أو أكثر.
بلغ عدد الأسر 82 أسرة كانت نسبة 29.3% منها لديها أطفال تحت سن الثامنة عشر تعيش معهم، وبلغت نسبة الأزواج القاطنين مع بعضهم البعض 53.7% من أصل المجموع الكلي للأسر، ونسبة 6.1% من الأسر كان لديها معيلات من الإناث دون وجود شريك، بينما كانت نسبة 2.4% من الأسر لديها معيلون من الذكور دون وجود شريكة وكانت نسبة 37.8% من غير العائلات. تألفت نسبة 34.1% من أصل جميع الأسر من أفراد ونسبة 19.5% كانوا يعيش معهم شخص وحيد يبلغ من العمر 65 عاماً فما فوق. وبلغ متوسط حجم الأسرة المعيشية 2.94، أما متوسط حجم العائلات فبلغ 2.32.
بلغ العمر الوسطي للسكان 45.7 عاماً. وكانت نسبة 28.4% من القاطنين تحت سن الثامنة عشر، وكانت نسبة 4.3% بين الثامنة عشر والأربعة وعشرون عاماً، ونسبة 16.3% كانت واقعةً في الفئة العمرية ما بين الخامسة والعشرون حتى والأربعة وأربعون عاماً، ونسبة 29.9% كانت ما بين الخامسة والأربعون حتى الرابعة والستون، ونسبة 21.1% كانت ضمن فئة الخامسة والستون عاماً فما فوق. وتوزع التركيب الجنسي للسكان بنسبة 47.9% ذكور و52.1% إناث.